# Austis
Austis (sardinski: Aùstis) je grad i općina (comune) u pokrajini Nuoru u regiji Sardiniji, Italija. Nalazi se na nadmorskoj visini od 737 metara i ima 820 stanovnika.
 Prostire se na 50,81 km2. Gustoća naseljenosti je 16 st/km2.
Susjedne općine su: Neoneli, Nughedu Santa Vittoria, Olzai, Ortueri, Sorgono, Teti i Tiana.